# Биоэнергетика (электроэнергетика)
Биоэнергетика — производство энергии из биотоплива различных видов. Название данной отрасли произошло от английского слова bioenergy, которое давно используется как энергетический термин. Биоэнергетикой считается производство энергии как из твердых видов биотоплива (щепа, гранулы (пеллеты) из древесины, лузги, соломы и т. п., брикеты), так и биогаза, и жидкого биотоплива различного происхождения.

## Термин
Понятие «биоэнергетика» применяется как в электроэнергетике, так и в теплоэнергетике и совместном производстве тепла и электричества.
В России понятие «биоэнергетика» в энергетическом смысле стали использовать с появлением первых биотопливных предприятий, ориентированных на экспорт биотоплива в Европейский Союз. Именно там биотопливо используется на тепло-электростанциях для получения тепла и электричества. В России существует несколько проектов производства тепла и электричества из биотоплива (ТЭС), однако мощности этих энергоустановок невелики и не сравнимы с мощностями атомной индустрии.

## Использование
Ряд областей наращивают объемы производства биотоплива и переводят котельные на биотопливо. Например, Вологодская область намерена полностью использовать биотопливо в котельных региона в ближайшее время. Здесь также есть проекты по биоэнергетике для получения тепла и электричества.
В настоящее время технологии переработки биологического сырья нашли широкое применение для решения проблемы экологически безопасной утилизации органических отходов, 
уменьшения загрязнения окружающей среды, а также получения альтернативной энергии. Одна из основных тенденций развития агропромышленных регионов заключается в поиске наилучших доступных технологий переработки органических отходов с использованием комплексных технологий утилизации биомассы за счет метанового сбраживания с получением биогаза.

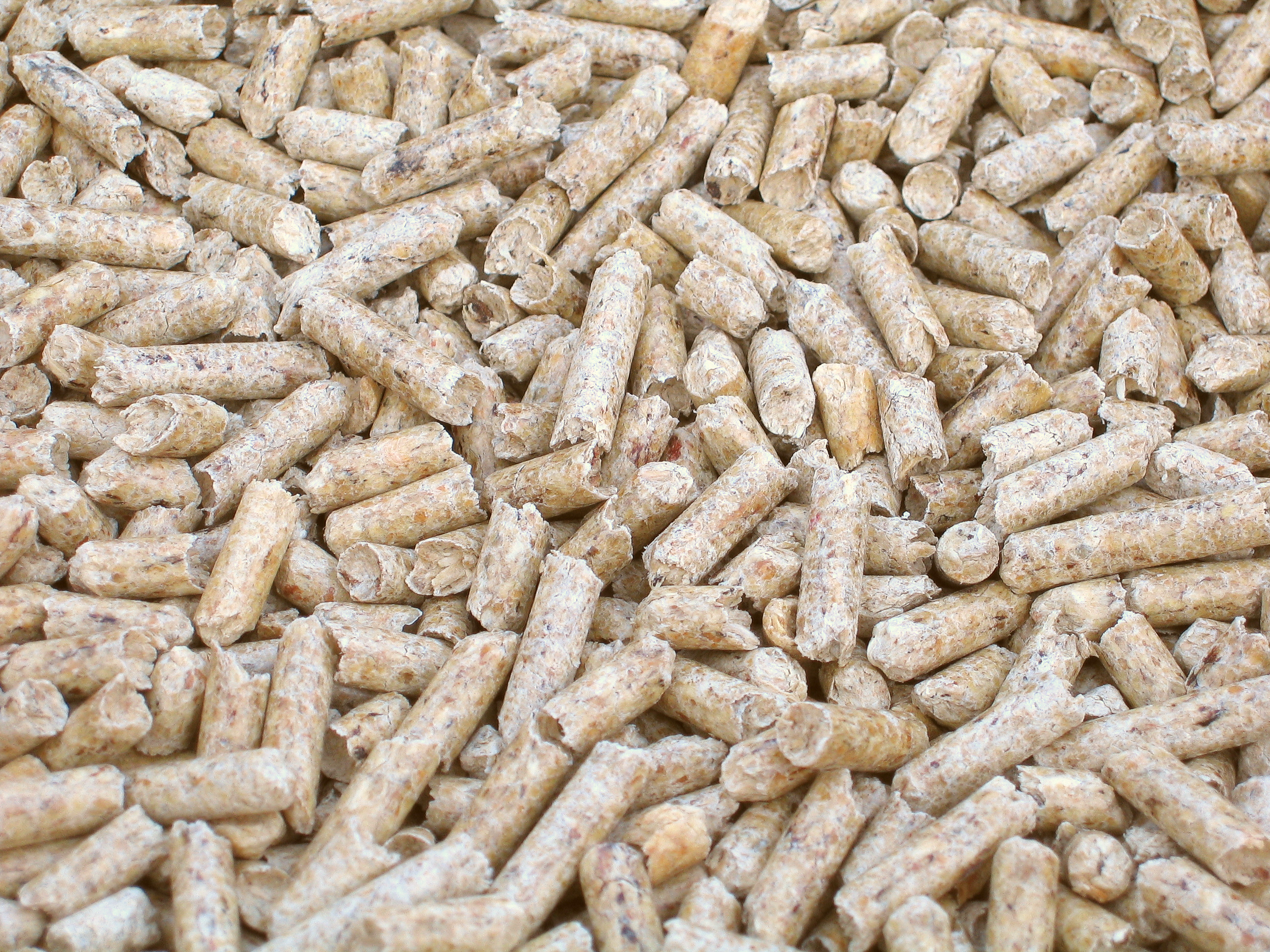
Топливные пеллеты

В 2002 году в электроэнергетике США было установлено 9733 МВт генерирующих мощностей, работающих на биомассе. Из них 5886 МВт работали на отходах лесного и сельского хозяйства, 3308 МВт работали на твёрдых муниципальных отходах, 539 МВт на других источниках.
В 2003 году 4 % всей энергии в США производилось из биомассы.
В 2004 году во всём мире производили электричество из биомассы электростанции общей мощностью 35 000 МВт.
В настоящее время европейские страны проводят эксперименты по выращиванию энергетических лесов для производства биомассы. На больших плантациях выращиваются быстрорастущие деревья: тополь, акация, эвкалипт и другие. Испытано около 20 видов растений. Плантации могут быть комбинированными, когда между рядами деревьев выращиваются другие сельскохозяйственные культуры, например, тополь сочетается с ячменём. Период ротации энергетического леса — 6—7 лет.
Методом пиролиза из биомассы получают жидкое биотопливо, метан, водород. Возможно использование различного сырья: отходы древесины, солома, кукурузная шелуха и т. д. Из пшеничной соломы получается до 58 % биотоплива, 18 % угля и 24 % газов.
Распространено применение топливных пеллет — твёрдого топлива из отходов деревообрабатывающих и сельскохозяйственных производств.

### Жидкое биотопливо
Из масличных культур при помощи этерификации выделенного растительного масла производится различное дизельное топливо (Биодизель). Проводятся исследования по выращиванию высокопродуктивных плантаций масляных водорослей.
Путём ферментации сахаросодержащих и крахмалсодержащих продуктов (злаки, картофель, сахарная свёкла), и с предварительным гидролизом в случае использования целлюлозосодежащего растительного сырья (древесина, солома, растительные отходы) получают этанол (биоэтанол). Этанол применяется в качестве моторного топлива в чистом виде и в смеси с бензинами, используется для производства этил-трет-бутилового эфира — качественного топлива для бензиновых двигателей, являющегося частично биотопливом в отличие от метил-трет-бутилового эфира.

### Газификация биомассы
Из 1 килограмма биомассы можно получить около 2,5 м3 генераторного газа, основными горючими компонентами которого являются монооксид углерода (CO) и водород (H2). В зависимости от способа проведения процесса газификации и исходного сырья можно получить низкокалорийный (сильно забалластированный) или среднекалорийный генераторный газ.
Из навоза животных методом метанового брожения получают биогаз. Биогаз на 55—75 % состоит из метана и на 25—45 % из СО2. Из тонны навоза крупного рогатого скота (в сухой массе) получается 250—350 кубических метров биогаза. Мировой лидер по количеству действующих установок по производству биогаза — Китай.
Лэндфилл-газ — одна из разновидностей биогаза. Получается на свалках из муниципальных бытовых отходов. В США в 2002 году находилось в эксплуатации 350 заводов по производству лэндфилл-газа, в Европе — 750, всего в мире — 1152, общее количество производимой энергии — 3929 МВт, объём обрабатываемых отходов — 4548 млн тонн.